# 桃园蔺
桃园蔺（学名：Eleocharis acutangula）为莎草科荸荠属下的一个种。

## 扩展阅读
- 維基物種上的相關：桃园蔺